# デイミアン・ハリス
デイミアン・ハリス（Damien Harris, 1997年2月11日 - ）は、アメリカ合衆国ケンタッキー州リッチモンド出身の元プロアメリカンフットボール選手。現役時代のポジションはランニングバック。

## 大学入学以前の経歴
高校時代は、ケンタッキー州ベリアのマディソン南高校のフットボールチームで6,748ヤードを走り、122回のタッチダウンを記録した。また、Rivals.comにおいて、トップクラスのランニングバックと評価された。その後、ニック・セイバンHCが指揮をとるアラバマ大学に入学することを決めた。

## 大学時代
1年目の2015年は、デリック・ヘンリーの控えとして過ごし、46キャリーでラッシングヤード157ヤードを記録した。ヘンリーがNFL入団のためにチームを去った後の2016年に先発争いをしていたボ・スカーボローを打ち負かし、先発ランニングバックの座を勝ち取った。大学キャリア最初の開幕戦でのUSCとの対戦で、9回のキャリーでラッシングヤード138ヤードを記録した。その後、9月24日のケント州立大学戦でのひざの捻挫により、同試合で再びプレーすることはなかったが、翌週のケンタッキー大学戦で復帰した。10月8日のアーカンソー大学戦では、ハリスはラン122ヤード、レシーブ60ヤード、1タッチダウンレシーブを記録した。テキサスA＆M大学戦では、シーズン4回目となる100ヤード越えを記録し、18キャリーで125ヤードを走った。シーズン終了後、2018年12月にアラバマ大学を卒業した。

### 大学での成績
| シーズン | チーム   | GP | ラン | ラン   | ラン   | ラン | ラン | レシーブ | レシーブ | レシーブ | レシーブ | レシーブ |
| シーズン | チーム   | GP | Att  | ヤード | 平均   | Lng  | TD   | Rec      | Yds      | 平均     | Lng      | TD       |
| -------- | -------- | -- | ---- | ------ | ------ | ---- | ---- | -------- | -------- | -------- | -------- | -------- |
| 2015     | アラバマ | 10 | 46   | 157    | 3.43.4 | 41   | 1    | 4        | 13       | 3.3      | 8        | 0        |
| 2016     | アラバマ | 15 | 145  | 1,040  | 7.2    | 73   | 2    | 14       | 99       | 7.1      | 56       | 2        |
| 2017     | アラバマ | 14 | 135  | 1,000  | 7.4    | 75   | 11   | 12       | 91       | 7.6      | 17       | 0        |
| 2018     | アラバマ | 15 | 150  | 876    | 5.8    | 73   | 9    | 22       | 204      | 9.3      | 52       | 0        |
| キャリア | キャリア | 54 | 477  | 3,070  | 6.4    | 75   | 23   | 52       | 407      | 7.8      | 56       | 2        |

## プロキャリア

### ニューイングランド・ペイトリオッツ

#### 2019年
2019年のNFLドラフトで3巡目全体87位で、ニューイングランド・ペイトリオッツに指名された。第7週のニューヨーク・ジェッツ戦で、NFLデビューを果たした。

#### 2020年
2020年9月7日、ハリスは指を骨折して負傷者/リザーブリストに入れられた。彼は2020年10月5日に復帰した。第4週のカンザスシティ・チーフスとの対戦では、チームは26-10で敗北したが、17キャリーで100ヤードのラッシングヤードを記録した。第8週の、バッファロー・ビルズとの対戦では、16キャリーで102ラッシングヤードを記録し、彼のNFLキャリア初となるラッシングタッチダウンがあった。10週目に、ハリスはキャリア最高の22回のキャリーで121ヤードをキャリーし、ペイトリオッツをサンデーナイトフットボールでボルチモア・レイブンズに23-17での勝利に貢献した。彼は2021年1月2日に負傷者/リザーブリストに戻された。彼は、2020年シーズンを通して691ヤードと10試合で2回のタッチダウンを記録し、ペイトリオッツのランニングバックをリードしてシーズンを終えた。

#### 2021年
ハリスは2021年シーズンのチームの主要なスターターとなった。彼はシーズンの最初の9試合を先発したが、第9週に脳震盪を起こしため、クリーブランド・ブラウンズとの第10週の試合を欠場した。彼は第11週にスターターとして復帰した。彼は、第1週のマイアミ・ドルフィンズとの対戦で、第6週のダラスカウボーイズとの対戦で、そして、第7週のニューヨーク・ジェッツとの対戦で100ヤード以上を記録した。しかし、彼は第3週のニューオーリンズ・セインツ戦と第4週のタンパベイ・バッカニアーズ戦では2試合合計2ヤードのラッシュに抑えられ、ペイトリオッツはいずれも敗北を喫している。8週目から、彼はバックアップのラモンドレ・スティーブンソンとキャリーを分割し始めた。シーズンでは929ヤードを走り、リーグ2位タイとなる15タッチダウンを記録した。

#### 2022年
太ももの怪我に悩まされ、11試合の出場で462ヤード、3タッチダウンに留まった。

### バッファロー・ビルズ
2023年3月20日、バッファロー・ビルズと1年最大375万ドルの契約に合意した。
2024年3月25日、現役引退を表明した。

## NFLのキャリア成績
| 年       | チーム   | ゲーム | ゲーム | ラッシング | ラッシング | ラッシング | ラッシング | ラッシング | レシーブ | レシーブ | レシーブ | レシーブ | レシーブ | ファンブル | ファンブル |
| 年       | チーム   | GP     | GS     | Att        | Yds        | 平均       | Lng        | TD         | Rec      | Yds      | 平均     | Lng      | TD       | FUM        | LST        |
| -------- | -------- | ------ | ------ | ---------- | ---------- | ---------- | ---------- | ---------- | -------- | -------- | -------- | -------- | -------- | ---------- | ---------- |
| 2019     | NE       | 2      | 0      | 4          | 12         | 3.0        | 13         | 0          | 0        | 0        | 0.0      | 0        | 0        | 0          | 0          |
| 2020     | NE       | 10     | 10     | 137        | 691        | 5.0        | 41         | 2          | 5        | 52       | 10.4     | 15       | 0        | 1          | 0          |
| 2021     | NE       | 15     | 15     | 202        | 929        | 4.6        | 64         | 15         | 18       | 132      | 7.3      | 21       | 0        | 2          | 2          |
| 2022     | NE       | 11     | 9      | 106        | 462        | 4.4        | 30         | 3          | 17       | 97       | 5.7      | 13       | 0        | 0          | 0          |
| 2023     | BUF      | 6      | 0      | 23         | 94         | 4.1        | 11         | 1          | 2        | 16       | 8.0      | 13       | 0        | 0          | 0          |
| キャリア | キャリア | 44     | 34     | 472        | 2,188      | 4.6        | 64         | 21         | 42       | 297      | 7.1      | 21       | 0        | 3          | 2          |

## 概要
- New England Patriots
- Alabama Crimson Tide bio
- College stats from Sports Reference